# Classement des chefs du gouvernement néerlandais
Le classement des chefs du gouvernement néerlandais regroupe une série de sondages menés auprès des universitaires et du grand public pour évaluer les performances des individus ayant servi au poste de Premier ministre des Pays-Bas et de son prédécesseur de président du Conseil des ministres des Pays-Bas. L'ordre du classement repose sur les réalisations, le leadership, les échecs et les erreurs de chaque individu lors de son mandat.

## États généraux du royaume des Pays-Bas
Un sondage effectué en 2002 par les États généraux du royaume des Pays-Bas a donné les résultats suivants. Sur 225 députés, 200 ont accepté de répondre au sondage. Parmi eux, 110 (soit 49 % des députés) ont élaboré une liste, les autres n'ont pas participé pour diverses raisons. La participation des partis politiques est la suivante : Parti travailliste 57 %, Parti populaire libéral et démocrate 44 %, Appel chrétien-démocrate 43 %, Démocrates 66 39 %, Gauche verte 58 %, Parti socialiste 43 %, Parti politique réformé 20 %, Union chrétienne 44 % et groupe indépendant du Sénat 100 %.

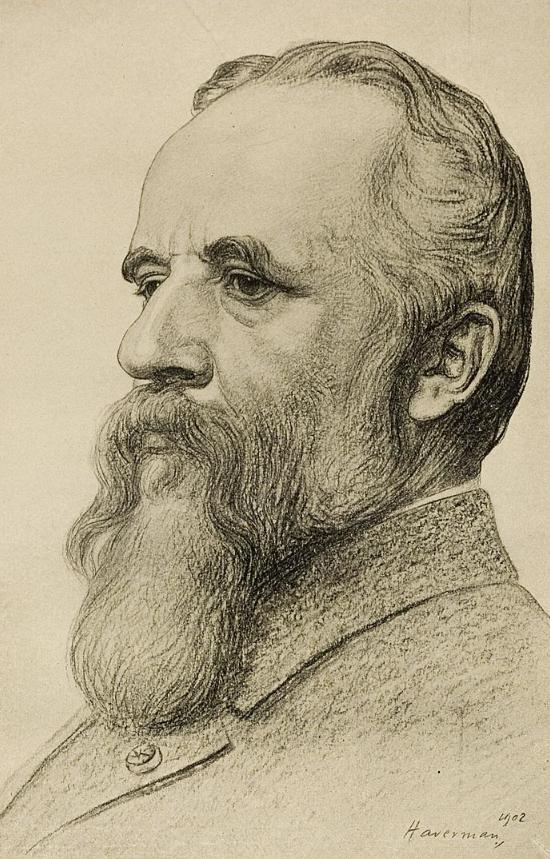
Pieter Cort van der Linden est évalué favorablement pour avoir su maintenir la neutralité des Pays-Bas durant la Première Guerre mondiale.

| Meilleur classement | Premier ministre              | Mandat                | Parti politique                |
| ------------------- | ----------------------------- | --------------------- | ------------------------------ |
| 1er                 | Pieter Cort van der Linden    | 1913–1918             | Sans étiquette (Libéral)       |
| 2e                  | Willem Drees                  | 1948–1958             | Parti travailliste             |
| 3e                  | Joop den Uyl                  | 1973–1977             | Parti travailliste             |
| 4e                  | Ruud Lubbers                  | 1982–1994             | Appel chrétien-démocrate       |
| 5e                  | Wim Kok                       | 1994–2002             | Parti travailliste             |
| 6e                  | Jelle Zijlstra                | 1966–1967             | Parti antirévolutionnaire      |
| 7e                  | Hendrikus Colijn              | 1925–1926 / 1933–1939 | Parti antirévolutionnaire      |
|                     | Willem Schermerhorn           | 1945–1946             | Parti travailliste             |
| 8e                  | Piet de Jong                  | 1967–1971             | Parti populaire catholique     |
| 9e                  | Charles Ruijs de Beerenbrouck | 1918–1925 / 1929–1933 | Parti d'État catholique-romain |
|                     | Pieter Sjoerds Gerbrandy      | 1940–1945             | Parti antirévolutionnaire      |
|                     | Barend Biesheuvel             | 1971–1973             | Parti antirévolutionnaire      |
|                     | Dries van Agt                 | 1977–1982             | Appel chrétien-démocrate       |

| Classement inférieur | Premier ministre         | Mandat                | Parti politique             |
| -------------------- | ------------------------ | --------------------- | --------------------------- |
| 1er                  | Joop den Uyl             | 1973–1977             | Parti travailliste          |
| 2e                   | Dirk Jan de Geer         | 1926–1929 / 1939–1940 | Union chrétienne historique |
| 3e                   | Dries van Agt            | 1977–1982             | Appel chrétien-démocrate    |
| 4e                   | Hendrikus Colijn         | 1925–1926 / 1933–1939 | Parti antirévolutionnaire   |
| 5e                   | Ruud Lubbers             | 1982–1994             | Appel chrétien-démocrate    |
| 6e                   | Victor Marijnen          | 1963–1965             | Parti populaire catholique  |
|                      | Wim Kok                  | 1994–2002             | Parti travailliste          |
| 7e                   | Pieter Sjoerds Gerbrandy | 1940–1945             | Parti antirévolutionnaire   |
|                      | Jan de Quay              | 1959–1963             | Parti populaire catholique  |
| 8e                   | Willem Schermerhorn      | 1945–1946             | Parti travailliste          |
|                      | Willem Drees             | 1948–1958             | Parti travailliste          |
|                      | Jo Cals                  | 1965–1966             | Parti populaire catholique  |
|                      | Barend Biesheuvel        | 1971–1973             | Parti antirévolutionnaire   |

## VPRO (2006)
En 2006, la chaîne de radiodiffusion publique VPRO a réalisé un sondage afin de désigner le meilleur Premier ministre néerlandais de l'après-Seconde Guerre mondiale. 

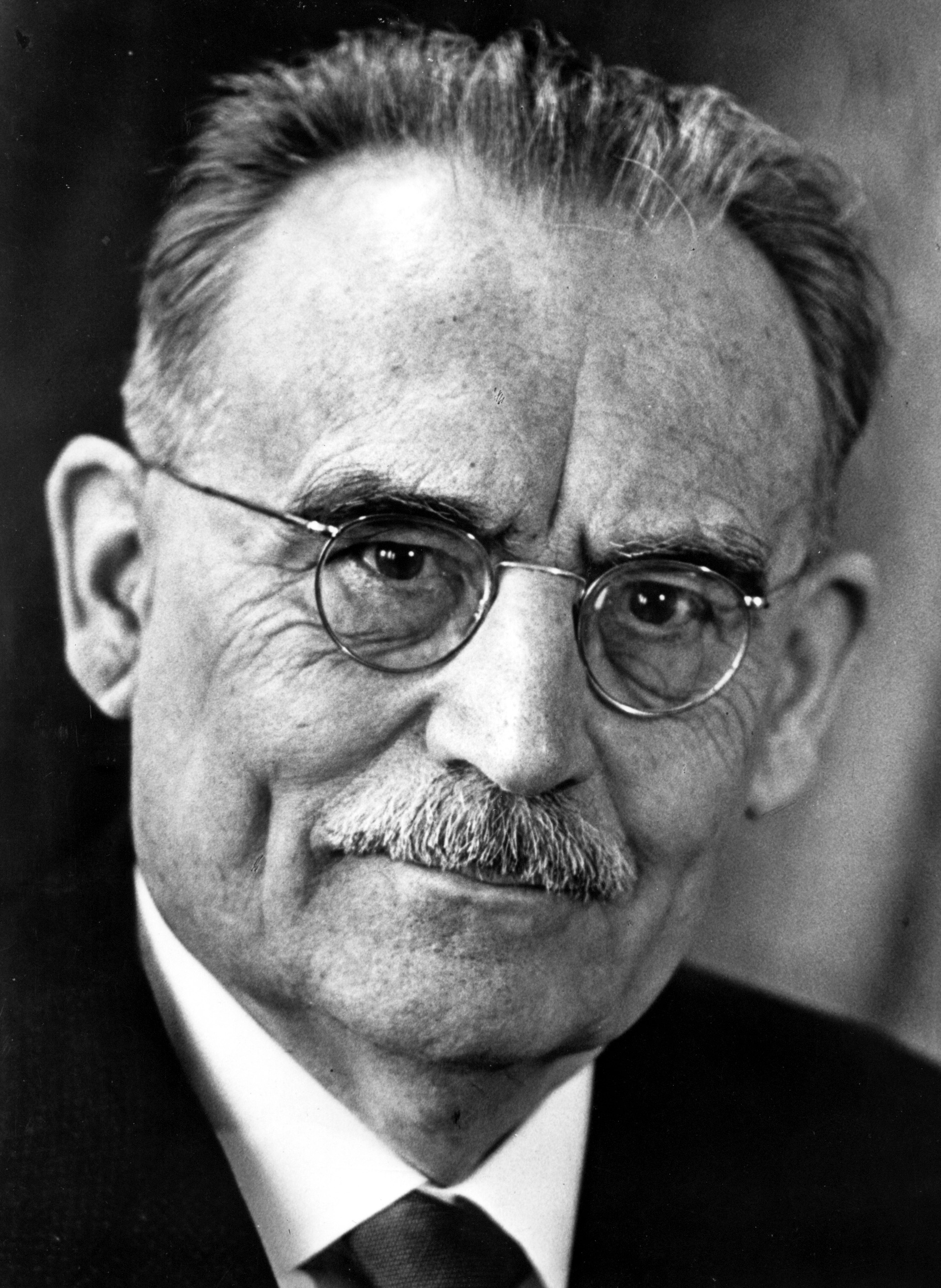
Willem Drees est évalué favorablement pour son leadership de l'après-guerre et la mise en œuvre de réformes sociales.

| Classement | Premier ministre     | Mandat              | Parti politique            |
| ---------- | -------------------- | ------------------- | -------------------------- |
| 1er        | Willem Drees         | 1948–1958           | Parti travailliste         |
| 2e         | Joop den Uyl         | 1973–1977           | Parti travailliste         |
| 3e         | Ruud Lubbers         | 1982–1994           | Appel chrétien-démocrate   |
| 4e         | Wim Kok              | 1994–2002           | Parti travailliste         |
| 5e         | Jan Peter Balkenende | 2002–2010           | Appel chrétien-démocrate   |
| 6e         | Piet de Jong         | 1967–1971           | Parti populaire catholique |
| 7e         | Dries van Agt        | 1977–1982           | Appel chrétien-démocrate   |
| 8e         | Jelle Zijlstra       | 1966–1967           | Parti antirévolutionnaire  |
| 9e         | Willem Schermerhorn  | 1945–1946           | Parti travailliste         |
| 10e        | Jo Cals              | 1965–1966           | Parti populaire catholique |
| 11e        | Barend Biesheuvel    | 1971–1973           | Parti antirévolutionnaire  |
| 12e        | Jan de Quay          | 1959–1963           | Parti populaire catholique |
| 13e        | Louis Beel           | 1946–1948 1958–1959 | Parti populaire catholique |
| 14e        | Victor Marijnen      | 1963–1965           | Parti populaire catholique |

## NRC Handelsblad(2013)
En 2013, le journal NRC Handelsblad a mené deux sondages, un avec cinquante experts et un autre auprès de ses lecteurs. Les sondés devaient, à partir de leurs propres critères, désigner le meilleur Premier ministre néerlandais depuis 1900.  

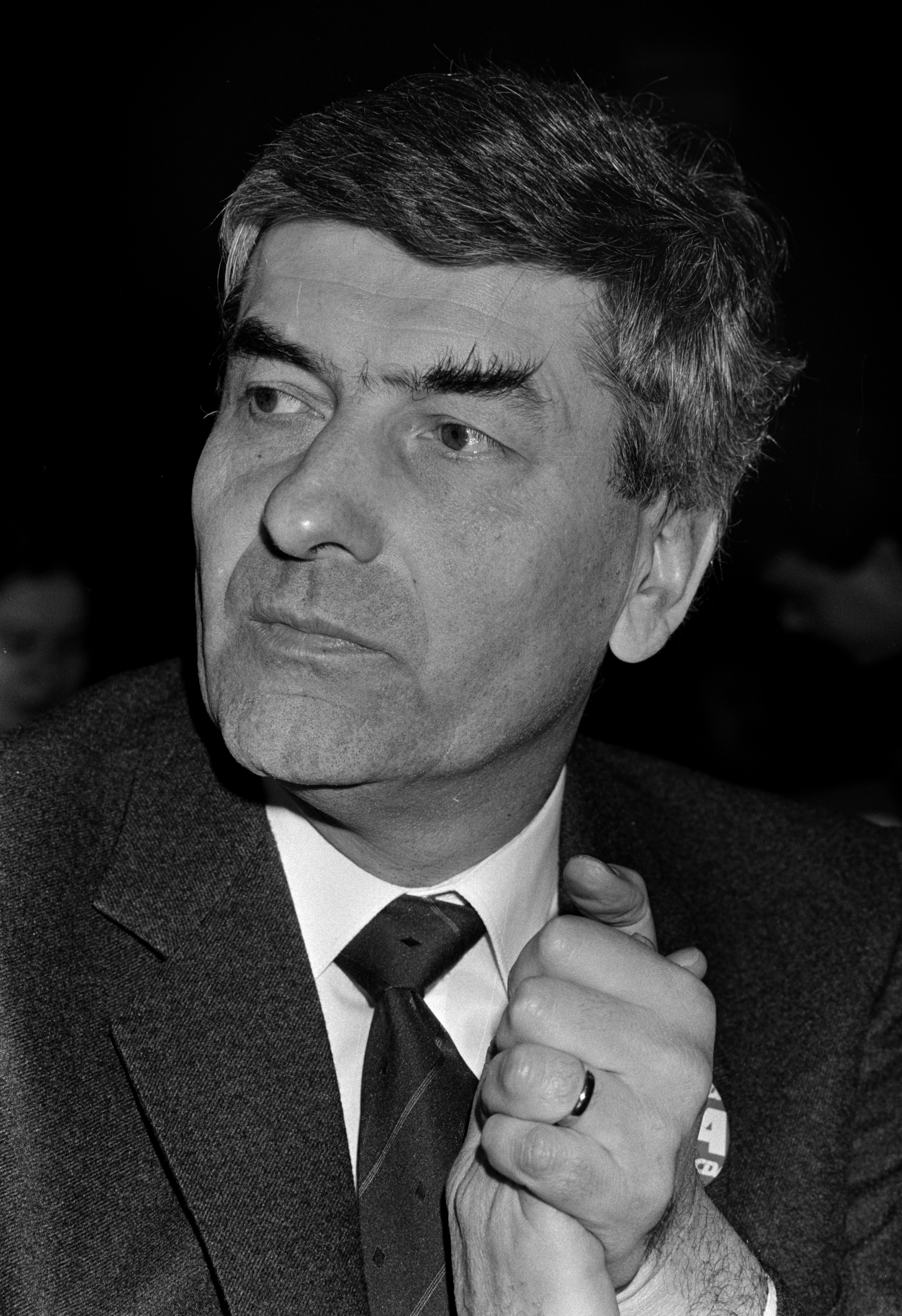
Ruud Lubbers est évalué favorablement pour son leadership durant la guerre froide et pour la prospérité économique du pays sous son mandat.

| Classement | Premier ministre           | Mandat                | Parti politique            |
| ---------- | -------------------------- | --------------------- | -------------------------- |
| 1er        | Willem Drees               | 1948–1958             | Parti travailliste         |
| 2e         | Ruud Lubbers               | 1982–1994             | Appel chrétien-démocrate   |
| 3e         | Pieter Cort van der Linden | 1913–1918             | Sans étiquette (Libéral)   |
| 4e         | Piet de Jong               | 1967–1971             | Parti populaire catholique |
| 5e         | Joop den Uyl               | 1973–1977             | Parti travailliste         |
| 6e         | Wim Kok                    | 1994–2002             | Parti travailliste         |
| 7e         | Hendrikus Colijn           | 1925–1926 / 1933–1939 | Parti antirévolutionnaire  |
| 8e         | Willem Schermerhorn        | 1945–1946             | Parti travailliste         |
| 9e         | Abraham Kuyper             | 1901–1905             | Parti antirévolutionnaire  |
| 10e        | Jan Peter Balkenende       | 2002–2010             | Appel chrétien-démocrate   |

## Maurice de Hond (2013)
Un sondage réalisé en 2013 par Maurice de Hond pour le site de sondages peil.nl a donné les résultats suivants : 
| Classement | Premier ministre     | Mandat           | Parti politique                      |
| ---------- | -------------------- | ---------------- | ------------------------------------ |
| 1er        | Ruud Lubbers         | 1982–1994        | Appel chrétien-démocrate             |
| 2e         | Wim Kok              | 1994–2002        | Parti travailliste                   |
| 3e         | Willem Drees         | 1948–1958        | Parti travailliste                   |
| 4e         | Joop den Uyl         | 1973–1977        | Parti travailliste                   |
| 5e         | Mark Rutte           | 2010–en fonction | Parti populaire libéral et démocrate |
| 6e         | Jan Peter Balkenende | 2002–2010        | Appel chrétien-démocrate             |